# Municipio Ocoyoacac
Koordinaten: 19° 16′ N, 99° 28′ W
Ocoyoacac ist ein Municipio im mexikanischen Bundesstaat México. Es gehört zur Zona Metropolitana del Valle de Toluca, der Metropolregion um Toluca de Lerdo. Verwaltungssitz des Municipios und dessen größter Ort ist das gleichnamige Ocoyoacac.
Das Municipio hatte im Jahr 2010 61.805 Einwohner, seine Fläche beträgt 136,5 km². Auf dem Gebiet Ocoyoacacs liegen Teile des Nationalparks Insurgente Miguel Hidalgo y Costilla (auch La Marquesa genannt).

## Geographie
Das Municipio Ocoyoacac liegt im westlichen Teil des Bundesstaates México auf einer Höhe von bis zu 2850 m. Etwa 46 % der Fläche des Municipios werden landwirtschaftlich genutzt, vor allem für den Anbau von Mais; gut 40 % sind bewaldet.
Das Municipio grenzt an die Municipios Lerma, Huixquilucan, Xalatlaco, Tianguistenco und Capulhuac sowie an den Bundesdistrikt Mexiko-Stadt.

## Orte
Das Municipio Ocoyoacac umfasst 35 Orte, von denen fünf zumindest 2.500 Einwohner aufweisen, weitere elf Orte haben zumindest 500 Einwohner. Die größten Orte des Municipios sind Ocoyoacac, San Pedro Cholula, San Jerónimo Acazulco, El Pedregal de Guadalupe Hidalgo und San Pedro Atlapulco.